# Castillo de Patras
El castillo de Patras (en griego: Κάστρο Πατρών, romanizado: Kástro Patrón; también en griego: Κάστρο Πάτρας, romanizado: Kástro Pátras) es un castillo de la ciudad de Patras, Grecia.

## Historia

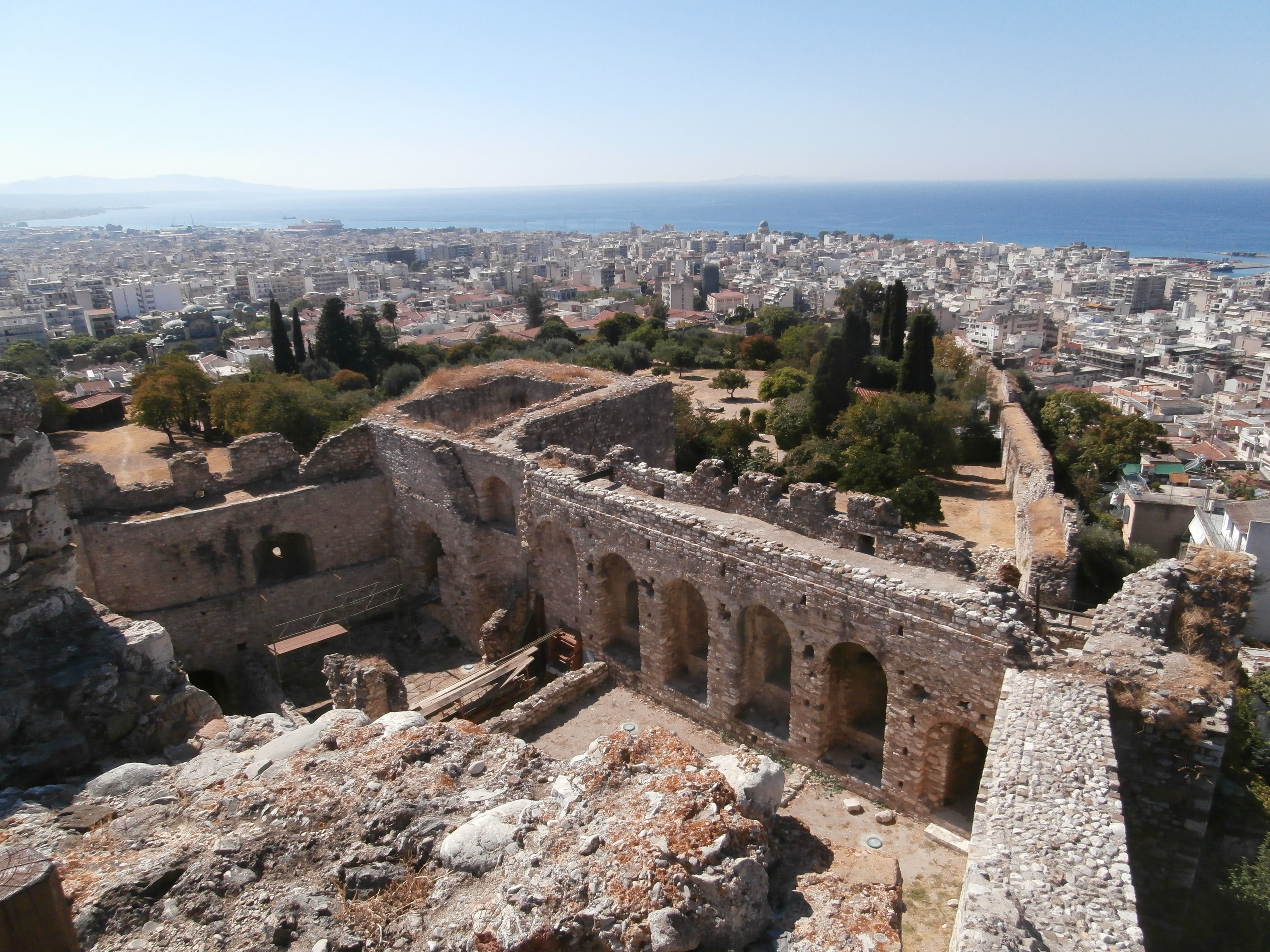
Castillo de Patras y la ciudad.

En la Antigüedad, el castillo se construyó encima de las ruinas de la acrópolis de Patras La primera fase del castillo actual se construyó a principios del período bizantino, es decir, a principios de la Edad Media griega, en la segunda mitad del siglo VI. Fue construido por el emperador Justiniano I tras el terremoto que destruyó la ciudad en 551.
En 805, el castillo de Patras fue asediado por eslavos y sarracenos, pero resistió. Siguió utilizándose durante la Grecia franca y la veneciana a partir de 1408, y fue ampliado y fortificado con frecuencia. De 1430 a 1458, el castillo estuvo bajo el control del Despotado de Morea bizantino. Los turcos otomanos lo capturaron en 1458. En 1828, los turcos se rindieron a las tropas francesas que apoyaban la guerra de Independencia de Grecia.
El castillo permaneció en uso administrativo y militar hasta la Segunda Guerra Mundial. Durante la guerra de 1941-1944 fue utilizado por los alemanes. Desde 1973, el castillo es un yacimiento arqueológico protegido. En 1973, el castillo fue entregado al sexto Eforato de Antigüedades Bizantinas. Se utiliza hoy en día para eventos culturales, especialmente durante el verano, y cuenta con un pequeño teatro con una capacidad de 640 asientos.

## Estructura

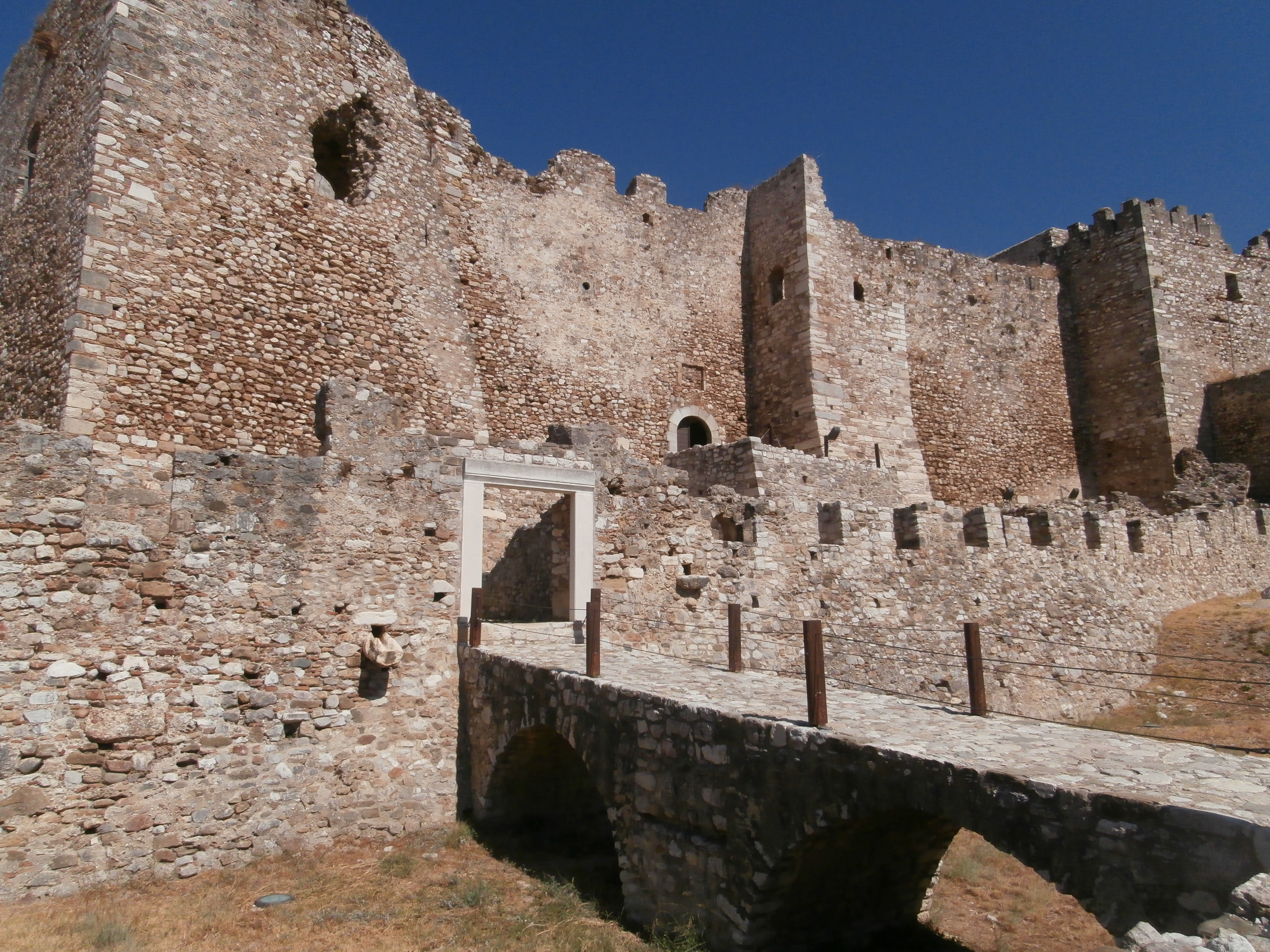
El castillo.

El castillo está construido sobre una colina al este del centro de Patras, a unos 800 m del mar. La colina es un afloramiento de la montaña Panachaïkó y se encuentra a unos 90 metros sobre el nivel del mar.
El castillo ocupa una superficie de 22 725 m2. A lo largo de su dilatada historia se han sucedido varias fases de construcción. En su fase actual, la última, el castillo consta de un ala exterior triangular con torres y baluartes y un ala interior más alta en la esquina noreste. Originalmente, cada una de ellas estaba protegida por su propio foso. La primera fase del castillo se construyó utilizando gran parte del material de los edificios antiguos de la ciudad. Las murallas más antiguas se conservan mejor en el lado norte del castillo.